# Diócesis de Bafang
La diócesis de Bafang (en latín: Dioecesis Bafangensis y en francés: Diocèse de Bafang) es una circunscripción eclesiástica de la Iglesia católica en Camerún. Se trata de una diócesis latina, sufragánea de la arquidiócesis de Duala. Desde el 26 de mayo de 2012 su obispo es Abraham Boualo Kome.

## Territorio y organización
La diócesis tiene 7229 km² y extiende su jurisdicción sobre los fieles católicos de rito latino residentes en el departamento de Nkam de la región del Litoral  y el departamento de Haut-Nkam de la región Occidental.
La sede de la diócesis se encuentra en la ciudad de Bafang, en donde se halla la Catedral del Inmaculado Corazón de María.
En 2020 en la diócesis existían 40 parroquias.

## Historia
La diócesis fue erigida el 26 de mayo de 2012 con la bula Quandoquidem id del papa Benedicto XVI, obteniendo el territorio de la diócesis de Nkongsamba.

## Estadísticas
Según el Anuario Pontificio 2021 la diócesis tenía a fines de 2020 un total de 180 400 fieles bautizados.
| Año                                                                             | Población            | Población | Población      | Sacerdotes | Sacerdotes    | Sacerdotes    | Bautizados por sacerdote | Diáconos permanentes | Religiosos | Religiosos | Parroquias |
| Año                                                                             | Bautizados católicos | Total     | % de católicos | Total      | Clero secular | Clero regular | Bautizados por sacerdote | Diáconos permanentes | Varones    | Mujeres    | Parroquias |
| ------------------------------------------------------------------------------- | -------------------- | --------- | -------------- | ---------- | ------------- | ------------- | ------------------------ | -------------------- | ---------- | ---------- | ---------- |
| 2012                                                                            | 131 475              | 252 284   | 52.1           | 31         | 31            |               | 4564                     |                      |            | 11         | 31         |
| 2015                                                                            | 124 193              | 299 000   | 41.5           | 40         | 38            | 2             | 3104                     |                      | 2          | 11         | 34         |
| 2018                                                                            | 172 364              | 400 230   | 43.1           | 44         | 41            | 3             | 3917                     |                      | 3          | 4          | 39         |
| 2020                                                                            | 180 400              | 420 370   | 42.9           | 42         | 40            | 2             | 4295                     |                      | 2          | 1          | 40         |
| Fuente: Catholic-Hierarchy, que a su vez toma los datos del Anuario Pontificio. |                      |           |                |            |               |               |                          |                      |            |            |            |

## Episcopologio
- Abraham Boualo Kome, desde el 26 de mayo de 2012